# Зброславиці (гміна)
Гміна Зброславиці (пол. Gmina Zbrosławice) — сільська гміна у південній Польщі. Належить до Тарноґурського повіту Сілезького воєводства.
Станом на 31 грудня 2011 у гміні проживало 15727 осіб.

## Територія
Згідно з даними за 2007 рік площа гміни становила 148.71 км², у тому числі:
- орні землі: 70.00%
- ліси: 20.00%

Таким чином, площа гміни становить 23.14% площі повіту.

## Населення
Станом на 31 грудня 2011:
| Опис     | Загалом | Загалом | Чоловіки | Чоловіки | Жінки | Жінки |
| -------- | ------- | ------- | -------- | -------- | ----- | ----- |
| одиниця  | осіб    | %       | осіб     | %        | осіб  | %     |
| все      | 15727   | 100     | 7828     | 49.77    | 7899  | 50.23 |
| міське   | 0       | 100     | 0        |          | 0     |       |
| сільське | 15727   | 100     | 7828     | 49.77    | 7899  | 50.23 |

## Сусідні гміни
Гміна Зброславіце межує з такими гмінами: Вельовесь, Писковіце, Тарновські Ґури, Творуґ.